# ハーバード音楽辞典
『ハーバード音楽辞典』（The Harvard Dictionary of Music）はベルクナップ出版から発行せられている音楽の用語集である。初版は1944年にウィリ・アーペルによって編集された。1986年にドン・マイケル・ランデル(Don Michael Randel)編によって出版された版は『ニュー・ハーバード音楽辞典』と改題したが、2003年の第4版で書名が元に戻っている。
人物に関する項目がない代わりに『ハーバード音楽人名辞典』（The Harvard Biographical Dictionary of Music）が発行せられている。

## 改版
- 初版：1944年
- 二版：1969年
- 三版：1986年
- 四版：2003年